# Walter Piston
Pour les articles homonymes, voir Piston.
Walter Hamor Piston Jr, né à Rockland, Maine (États-Unis), le 20 janvier 1894 et mort à Belmont, Massachusetts, le 12 novembre 1976, est un compositeur américain.

## Biographie
Piston est né à Rockland. Son grand-père paternel, un marin nommé Antonio Pistone, a changé son nom en Anthony Piston quand il est arrivé en Amérique en venant de Gênes, Italie. En 1905, le père de Walter Piston est venu avec sa famille à Boston.
Walter Jr. a abord suivi une formation d'ingénieur à la Mechanical Arts High School à Boston, mais il avait plutôt des goûts artistiques. Après avoir obtenu ses diplômes en 1912, il est entré à la Massachusetts Normal Arts School, où il a complété un programme d'études en dessin industriel en 1916
Pendant les années 1910, Piston a gagné sa vie en jouant du piano et du violon dans des orchestres de danse. Plus tard il a joué du violon dans des orchestres dirigés par Georges Longy. Pendant la Première Guerre mondiale, Piston a rejoint l'US Navy en tant que musicien de la fanfare, après avoir appris tout seul rapidement à jouer du saxophone. Il a déclaré plus tard qu'« il est devenu évident que puisque tout le monde devait faire son service, je voulais y aller en tant que musicien ». En s'intégrant dans la fanfare, Piston a appris tout seul à jouer de la plupart des instruments à vent.
En 1920, Piston a épousé l'artiste Kathryn Nason (1892–1976), qui avait été une camarade de classe à la Normal Arts School. Ils sont restés mariés jusqu'à sa mort en février 1976, quelques mois avant lui.
Piston a été étudiant à l'Université Harvard de 1920 à 1924, où il a appris le contrepoint avec Archibald Davison, le canon et la fugue avec Clifford Heilman, l'harmonie avec Edward Ballantine, et la composition ainsi que l'histoire de la musique avec Edward Burlingame Hill. Brillant élève, il obtient une bourse qui lui permet de partir à Paris, où il travaille avec Nadia Boulanger de 1924 à 1926.
De retour aux États-Unis, il enseigne à la faculté de musique de l'Université Harvard où il est nommé professeur de composition en 1944. Il y enseignera jusqu'en 1959. Piston, d'abord influencé dans les années 1920 par l'esthétique cosmopolite de Boulanger, a adopté un style d'écriture néo-classique tendant vers la sobriété. On lui doit entre autres œuvres huit symphonies et de nombreux concertos pour divers instruments. Parmi ses élèves figurent le pianiste Noël Lee, le compositeur Conlon Nancarrow, le compositeur et pianiste Frederic Rzewski, le compositeur Robert Strassburg (1915-2003) ,
En 1936, la Columbia Broadcasting System a commandé à six compositeurs américains (Aaron Copland, Louis Gruenberg, Howard Hanson, Roy Harris, William Grant Still et Piston) d'écrire des œuvres pour les stations radio de la CBS. L'année suivante, Piston a écrit sa Symphonie no 1 et dirigé sa création avec l'Orchestre symphonique de Boston le 8 avril 1938.
Piston a étudié la technique dodécaphonique de Arnold Schoenberg et a écrit des œuvres en utilisant les tournures de celle-ci dès la Sonate pour flûte et piano (1930) et la Première Symphonie (1937). Sa première œuvre entièrement dodécaphonique était Chromatic Study on the Name of Bach pour orgue (1940), qui conserve néanmoins un vague sentiment de tonalité. Bien qu'il ait employé la technique des douze tons de façon sporadique tout au long de sa carrière, celle-ci deviennent beaucoup plus perceptible dans la 8e symphonie (1965) et dans de nombreuses œuvres suivantes : les Variations pour violoncelle et orchestre (1966), le Concerto pour clarinette (1967), le «Ricercare pour orchestre, la Fantaisie pour violon et orchestre (1970), et le Concerto pour flûte (1971).
En 1943, le fonds Alice M. Ditson de l'Université Columbia a commandé à Piston sa Symphonie no 2, qui a été créée par le National Symphony Orchestra le 5 mars 1944 et a été primée par le New York Music Critics' Circle. La symphonie suivante, la troisième, a obtenu le Prix Pulitzer, de même que sa Symphonie nº 7. Son Concerto pour alto et quatuor à cordes no 5 a également reçu plus tard le prix du Cercle des critiques.
Piston a écrit quatre livres sur les aspects techniques de la théorie de la musique qui sont considérés comme des classiques dans leurs domaines respectifs : Principles of Harmonic Analysis, Harmony, Counterpoint, Orchestration. Le dernier de ceux-ci a connu quatre éditions du vivant de l'auteur, et a été traduit en plusieurs langues, et (avec des modifications et des ajouts par Mark DeVoto ) était encore récemment considéré en 2009 comme un texte standard d'harmonie.

## Œuvres principales

### Ballet
- The Incredible Flutist (1938)

### principales of Harmonica Analyses
- mystery bitch (1933)

### Orchestre
- Symphonies
  - Symphonie no 1 (1937, créée le 8 avril 1938 à Boston sous la direction du compositeur)
  - Symphonie no 2 (1943, créée le 5 mars 1944 à Washington DC)
  - Symphonie no 3 (1948, créée le 9 janvier 1948 à Boston sous la direction de Serge Koussevitzky)
  - Symphonie no 4 (1950, créée le 30 mars 1951 à Minneapolis)
  - Symphonie no 5 (1954, créée le 24 février 1956)
  - Symphonie no 6 (1955, créée le 25 novembre 1955 à Boston sous la direction de Charles Munch)
  - Symphonie no 7 (1960, créée le 10 février 1961 à Philadelphie sous la direction d'Eugene Ormandy)
  - Symphonie no 8 (1965, créée le 5 mars 1965 à Boston sous la direction d'Erich Leinsdorf)
- Suite nº 1 pour Orchestre (1929, créée le 28 mars 1930)
- Concerto pour Orchestre (1934, créé le 8 mars 1934)
- Suite from The Incredible Flutist
- Sinfonietta (1941, créée le 10 mars 1941 à Boston)
- Suite nº 2 pour Orchestre (1948, créée le 29 février 1948)
- Serenata pour Orchestre (1957)
- Three New England Sketches (1960)
- Ricercare pour Orchestre (1967)

### Musique concertante
- Piano
  - Concertino pour piano (1937)
  - Concerto pour Deux Pianos et Orchestre (1958, créé le 4 juillet 1964)
- Violon
  - Concerto pour violon no 1 (1939, créé le 18 mars 1940 à New York)
  - Concerto pour violon no 2 (1960, créé le 28 octobre 1960 à Pittsburgh)
  - Fantasia, pour Violon et Orchestre (1970)
- Prelude and Allegro, pour Orgue et cordes (1943, créé le 8 août 1943)
- Fantasy pour Cor anglais, Harpe, et cordes (1954)
- Concerto pour Alto (1957, créé le 7 mars 1958 à Boston)
- Capriccio pour Harpe et cordes (1963)
- Variations pour Violoncelle et Orchestre (1966, créées le 2 mars 1967 à New York avec Mstislav Rostropovitch)
- Concerto pour Clarinette et Orchestre (1967)
- Concerto pour Flûte et Orchestre(1971)
- Concerto pour Quatuor à cordes, Instruments à vent et Percussion (1976)

### Musique de chambre
- Quatuors à cordes
  - Quatuor à cordes nº 1 (1933)
  - Quatuor à cordes nº 2 (1935)
  - Quatuor à cordes nº 3 (1947)
  - Quatuor à cordes nº 4 (1951)
  - Quatuor à cordes nº 5 (1962)
- Trois pièces pour flûte, clarinette et basson (1926)
- Sonate pour flûte (1930)
- Suite pour hautbois et piano (1931)
- Trio avec piano nº 1 (1935)
- Sonate pour violon (1939)
- Sonatina pour violon et clavecin (1945)
- Interlude pour alto et piano (1942)
- Quintette pour flûte et cordes (1942)
- Partita pour violon, alto et orgue (1944)
- Divertimento, pour neuf instruments (1946)
- Duet pour alto et violoncelle (1949)
- Quintette avec piano (1949)
- Quintette à vent (1956)
- Quatuor avec piano (1964)
- Sextuor à cordes (1964)
- Trio avec piano nº 2 (1966)
- Duo pour violoncelle et piano (1972)

### Piano
- Sonate pour piano (1926) [non publiée, retirée]
- Passacaglia (1943)
- Improvisation (1945)
- Variation on Happy Birthday (1970)

### Orgue
- Chromatic Study on the Name of BACH (1940)[7]

### Musique Chorale
- Carnival Song, pour chœur d'hommes et cuivres (1938)
- March (1940)
- Psalm and Prayer of David, pour chœur  mixte et sept instruments (1959)
- "O sing unto the Lord a new song" (Psaume 96)
- "Bow down thine ear, O Lord" (Psaume 86)

### Livres
- Principles of Harmonic Analysis. Boston: E. C. Schirmer, 1933.
- Harmony. New York: W. W. Norton & Company, Inc., 1941. Reprint edition (as U.S. War Dept. Education Manual EM 601), Madison, Wisc.: Published for the United States Armed Forces Institute by W. Norton & Co., 1944. Revised ed, New York: W. W. Norton & Co., 1948. Third ed., 1962. Fourth ed., revised and expanded by Mark DeVoto, 1978.  (ISBN 0-393-09034-5). 5th edition, revised and expanded by Mark DeVoto   (ISBN 0-393-95480-3). British editions, London: Victor Gollancz, 1949, rev. ed. 1950 (reprinted 1973), 1959, 3rd ed. 1970, 4th ed. 1982. Spanish translation, as Armonía, rev. y ampliada por Mark DeVoto. Barcelona: Idea Books, 2001.  (ISBN 84-8236-224-0) Chinese version of the 2nd edition, as 和声学 [He sheng xue], trans. Chenbao Feng and Dunxing Shen. 北京 : 人民音乐出版社 : 新华书店北京发行所发行 [Beijing: Ren min yin yue chu ban she : Xin hua shu dian Beijing fa xing suo fa xing], 1956. Revised, 北京 : 人民音乐出版社 [Beijing: Ren min yin yue chu ban she], 1978.
- Counterpoint. New York: W. W. Norton & Company, Inc., 1947.
- Orchestration. New York: Norton, 1955. Russian translation, as 'Оркестровка', translation and notes by Constantine Ivanov. Moscow: Soviet Composer, 1990,  (ISBN 5-85285-014-4).

## Discographie sélective au 16 août 2012
1 - Musique de chambre
- Quatuor à cordes nº 5 : par le Quatuor Kohon, date d'enregistrement non précisée, distribué par VOX, compléments = quatuors à cordes de Hanson, Ives, Sessions, Schuman, Thomson...
- Quintette à cordes avec Flûte + Sextuor à cordes + Quatuor & Quintette avec Piano : par The 1999 Australian Festival of Chamber Music, enregistré en 1999, distribué par NAXOS

2 - Musique concertante
- Concertos nº 1 & n°2 et Fantaisie pour Violon et orchestre : par Buswell (violon), National Symphony Orchestra of Ukraine dirigé par Theodore Kuchar, enregistré en 1998, distribué par NAXOS
- Capriccio pour Harpe et orchestre : par Elder Wunrow (harpe) et le Seattle Symphony Orchestra dirigé par Gerard Schwarz, enregistré en 1991, distribué par NAXOS, compléments = PISTON : Symphonie nº 4 & Three New England Sketches

3 - Musique Symphonique
- Symphonie nº 1 : par The Louisville Orchestra dirigé par Jorge Mester, enregistré en 1978, distribué par ALBANY, compléments : KURKA : Le Brave Soldat Schweik, MENNIN : Concerto pour Violoncelle et orchestre
- Symphonie nº 2 : par The Boston Symphony Orchestra dirigé par Sir Michaël Tilson Thomas, enregistré en 1970, distribué par DEUTSCHE GRAMMOPHON, compléments = IVES : 3 Places in New England & RUGGLES : Sun-treader
- Symphonie nº 4 + Three New England Sketches : par The Seattle Symphony Orchestra dirigé par Gerard Schwarz, enregistré en 1991, distribué par NAXOS, complément = Piston : Capriccio pour Harpe et orchestre
- Symphonies nº 2 & nº 6 + Sinfonietta : par The Seattle Symphony Orchestra & The New York Chamber Symphony Orchestra dirigés par Gerard Schwarz, enregistré en 1988/89, distribué par DELOS
- Symphonies nº 5, nº 7, nº 8 + Sérénade pour orchestre : par The Louisville Orchestra dirigé par Robert Whitney & Jorge Mester, enregistré en 1959 à 1975, distribué par ALBANY First Edition
- Symphonie nº 6 "Gettysburg" : par the USSR State TV & Radio Symphony Orchestra, dirigé par Alexandre Gaouk, enregistré en 1961, distribué par BRILLIANT, compléments = DEBUSSY, RAVEL, ROUSSEL...
- Symphonie nº 6 "Gettysburg" + Three New England Sketches + The Incredible Flutist (suite) : par The Saint Louis Symphony Orchestra, dirigé par Leonard Slatkin, enregistré en 1989/90, distribué par RCA
- The Incredible Flutist, suite de ballet : par The Eastman-Rochester orchestra dirigé par Howard Hanson, enregistré en 1958, distribué par MERCURY, compléments = BARBER, BERGSMA, GRIFFES, KENNAN, McCAULEY
- The Incredible FLutiste, ballet intégral : par The Louisville Orchestra, dirigé par Jorge Mester, enregistré en 1976/82, distribué par ALBANY, complément = GOTTSCHALK : The Cakewalk Ballet

## Sources
- Marc Honegger, Dictionnaire de la musique, éd. Bordas.